# Broscăuții Vechi, Storojineț
Broscăuții Vechi (în ucraineană Старі Бросківці, transliterat Stari Broskivți și în germană Alt Broschkoutz) este un sat reședință de comună în raionul Storojineț din regiunea Cernăuți (Ucraina). Are 2,503 locuitori, preponderent ucraineni.
Satul este situat la o altitudine de 260 metri, se află pe malul râului Hlinița, în partea de nord-est a raionului Storojineț.

## Istorie
Localitatea Broscăuții Vechi a făcut parte încă de la înființare din regiunea istorică Bucovina a Principatului Moldovei. Prima atestare a satului datează din 20 septembrie 1617. 
În anul 1771 a fost ctitorit aici un schit de călugări de către Constantin Volcinschi și egumenul Nazarie Săvescul. Cu ocazia recensământului realizat de generalul Spleny în 1776, pe teritoriul anexat atunci la Austria, s-a consemnat că Schitul Broscăuți deținea 15 fălci de teren în sat . La acea dată, viețuiau acolo 7 călugări. 
După anexarea Bucovinei de către Imperiul Habsburgic în anul 1775, localitatea Broscăuții Vechi a făcut parte din Ducatul Bucovinei, guvernat de către austrieci, făcând parte din districtul Storojineț (în germană Storozynetz).
Autoritățile habsburgice au desființat Schitul Broscăuți în baza Ordonanței Imperiale din 19 iunie 1783 a împăratului Iosif al II-lea (1780-1790), trecând toate pământurile și fondurile administrate de Episcopia Rădăuților "sub povățuirea stăpânirii împărătești și a crăieștii măriri" .
Conform datelor din Arhiva de Stat a regiunii Cernăuți, în anul 1894, în districtul Cernăuți urban din cele 15 școli primare existente 12 aveau ca limbă de predare româna (o școală – numai româna, 11 – româna alături de cea germană, ruteană sau poloneză), iar școlile din Bănila Moldovenească, Broscăuții Noi, Broscăuții Vechi, Corcești și Davideni din districtul Storojineț aveau ca limbă de predare româna .
După Unirea Bucovinei cu România la 28 noiembrie 1918, satul Broscăuții Vechi a făcut parte din componența României, în Plasa Flondoreni a județului Storojineț. Pe atunci, majoritatea populației era formată din români.
Ca urmare a Pactului Ribbentrop-Molotov (1939), Bucovina de Nord a fost anexată de către URSS la 28 iunie 1940. Bucovina de Nord a reintrat în componența României în perioada 1941-1944, fiind reocupată de către URSS în anul 1944 și integrată în componența RSS Ucrainene. Școala cu predare în limba română din satul Broscăuții Vechi a fost închisă de către autoritățile sovietice în perioada anilor '60-'70 ai secolului al XX-lea.
În anul 1969 s-a construit aici o fabrică de cărămidă.
Începând din anul 1991, satul Broscăuții Vechi face parte din raionul Storojineț al regiunii Cernăuți din cadrul Ucrainei independente. Conform recensământului din 1989, numărul locuitorilor care s-au declarat români plus moldoveni era de 1.372 (1.359+13), adică 48,72% din populația localității . În prezent, satul are 2.503 locuitori, preponderent ucraineni.

## Demografie
Componența lingvistică a comunei Broscăuții Vechi
     Ucraineană (83,9%)
     Română (15,54%)
     Alte limbi (0,56%)
Conform recensământului din 2001, majoritatea populației comunei Broscăuții Vechi era vorbitoare de ucraineană (83,9%), existând în minoritate și vorbitori de română (15,54%).
1930: 3.053 (recensământ)
1989: 2.816 (recensământ)
2007: 2.503 (estimare)

## Recensământul din 1930
Componența etnică a comunei Broscăuții Vechi (județul Storojineț)
     Români (86,93%)
     Evrei (3,76%)
     Ruteni (5,3%)
     Polonezi (2,06%)
     Altă etnie (1,95%)
Componența confesională a comunei Broscăuții Vechi
     Ortodocși (90,4%)
     Romano-catolici (2,78%)
     Mozaici (3,76%)
     Greco-catolici (2,32%)
     Altă religie (0,74%)
Conform recensământului efectuat în 1930, populația comunei Broscăuții Vechi se ridica la 3.053 locuitori. Majoritatea locuitorilor erau români (86,93%), cu o minoritate de evrei (3,76%), una de ruteni (5,30%) și una de polonezi (2,06%). Alte persoane s-au declarat: maghiari (1 persoană), germani (18 persoane), cehi\slovaci (1 persoană) și ruși (29 de persoane). Din punct de vedere confesional, majoritatea locuitorilor erau ortodocși (90,40%), dar existau și romano-catolici (2,78%), mozaici (3,76%) și greco-catolici (2,32%). Alte persoane au declarat: evanghelici\luterani (13 persoane), iar 9 persoane nu au declarat religia.

## Personalități
În anul școlar 1952-1953, a predat în satul Broscăuții Vechi ca profesor de limba și literatura ucraineană tânărul licențiat în filologie Feodor Arvat (1928-1999), lingvist și filolog ucrainean, viitor membru al Academiei de Științe ale Educației din Ucraina (1992). 